# Doktryna Clintona
Doktryna Clintona – pod określeniem tym kryją się założenia amerykańskiej polityki zagranicznej, którymi kierował się podczas swojej prezydentury Bill Clinton. Nie istnieje jeden dokument, czy jedno przemówienie jasno deklarujące tę doktrynę. Jednak 26 lutego 1999 Clinton stwierdził, że Stany Zjednoczone nie będą angażować się w te konflikty, w których nie są zagrożone ich interesy.
Doktryny nie zmieniają późniejsze jego oświadczenia o niedopuszczalności ludobójstwa, bowiem Stany Zjednoczone nie reagowały we wszystkich takich przypadkach.